# Буадромо, Вирисила
Вирисила Буадромо (англ. Virisila Buadromo; род. 1972, Фиджи) — фиджийская политическая активистка и бывшая журналистка, была исполнительным директором «Фиджийского движения за права женщин» (FWRM) с 2001 по 2015 год. Ранее работала директором новостей FM96.

## Биография
15 августа 2006 года призвала легализовать аборты на Фиджи.
Решительно осудила военный переворот, в результате которого 5 декабря 2006 года было свергнуто избранное правительство премьер-министра Лаисениа Нгарасе. 12 декабря 2006 года газета Fiji Times процитировала её слова о том, что на Фиджи существует «культура государственного переворота», которая увековечивается из-за неспособности сменяющих друг друга правительств привлечь к ответственности виновников предыдущих переворотов, начиная с 1987 года.
Служба новостей Fiji Village 9 декабря 2006 года сообщила, что Вирисила Буадромо строго предупредила всех лиц, заинтересованных в подаче заявок на министерские должности в правительстве, поддерживаемом военными, о том, что это действие будет незаконным, и что FWRM документирует все события, последовавшие за переворотом. 20 декабря 2006 года газеты Fiji Times и Fiji Sun процитировали её слова о том, что она внесла в чёрный список чиновников, занимающих должности на государственной службе так как по её мнению они работали на незаконное временное правительство. 15 декабря 2006 года осудила адвоката Родни Акрамана за то, что тот согласился на должность омбудсмена и председателя Комиссии по правам человека Фиджи.
Fiji Village процитировала слова Вирисилы Буадромо от 11 декабря 2006 года о том, что 4 декабря ей позвонил анонимный мужчина, который пытался запугать её и заставить прекратить кампанию против военных.
Ряд информационных агентств сообщили 25 декабря 2006 года, что Вирисила Буадромо, её партнер Аршад Дауд и поддерживающие демократию активисты Имраз Икбал, Жаклин Корой, Лаиса Дигитаки и Питер Вакавоновоно были вызваны на военную базу «Казармы королевы Елизаветы» в Суве около полуночи. Поступали сообщения о том, что солдаты напали на некоторых из них, заставили всех пройти большое расстояние до окраины города и приказали идти домой. 23 декабря 2006 года коммодор Фрэнк Мбаинимарама, командующий вооружёнными силами Республики Фиджи, обвинил Вирисилу Буадромо вместе с адвокатом Имраной Джалал в том, что они опубликовали в газетах его личный адрес электронной почты и номер мобильного телефона, что создавало ему проблемы.

## Личная жизнь
Отец Сени Буадромо работал лорд-мэром Сувы, мать звали Лику Буадромо, оба уроженцы островов Лау. У неё четыре сестры. Замужем за фиджи-индийцем Аршадом Даудом. По вероисповеданию христианка.